# Light On Me
Light On Me es una serie de televisión coreana con temática LGBT. La serie se emitió entre el 29 de junio y el 19 de agosto de 2021, y contó con un total de 16 capítulos.

## Sinopsis
Un romance adolescente sobre Woo Tae Kyung, quien se unió al Consejo de la Escuela Secundaria Saebit Boys para hacer amigos, y conoció a su primer amor allí. Woo Tae Kyung, que es directo y está enredado con Noh Shin Woo, que es frío por fuera pero cálido por dentro, Shin Da On, el presidente estudiantil más popular de la escuela, y Namgoong Siwoon, el humorista y representante de la amistad y el amor.

## Reparto
- Yoon Yong Bin como Woo Tae-kyung
- Kang You-seok como Noh Shin-woo[2]
- Choe Chan Yi como Shin Da-on
- Ko Woo Jin como Namgoong Si-woon
- Lee Ki Hyun como Seo Haet-bit
- Yang Seo Hyun como Lee So-hee[3]